# EFootball PES 2020
eFootball Pro Evolution Soccer 2020 (сокр. eFootball PES 2020, япон. ウイニングイレブン 2020) — мультиплатформенная видеоигра в жанре футбольного симулятора из серии Pro Evolution Soccer от японской компании Konami, игра является двадцатой в данной серии игр. Продюсером игры является Адам Бхатти. Комментаторами игры являются Джим Беглин и Питер Друри.
К июню 2020 года мобильную версию игры скачали более 300 млн раз.

## Нововведения
- «Ловкая обводка» — новшество в PES 2020 — это усовершенствованная техника, которая позволит пользователям, умеющим предвидеть перемещения соперников, с исключительной ловкостью проскальзывать между их защитниками.
- Больший реализм в защите — В PES 2020 внесены значительные улучшения, направленные на то, чтобы точно воссоздать все напряженные моменты игры вблизи штрафной площади, когда защитники всеми силами пытаются сдержать хорошо организованную атаку. Среди этих улучшений — подробнейшая анимации подкатов, более реалистичная анимация при выносе мяча головой, а также возможность прибегнуть к преднамеренному фолу в безнадежной ситуации.
- Улучшенная физика мяча — значительные улучшения в физическом процессоре позволят по-новому взаимодействовать с мячом, что способствует более глубокому погружению в игровой процесс.
- Индивидуальность игрока: вдохновение — с добавлением адаптивной системы взаимодействия с игроком, реализованной с помощью новой характеристики «вдохновение», поклонники игры смогут наблюдать, как на поле с беспрецедентным реализмом воспроизводятся личностные характеристики игроков.
- Новые навыки и способности:

1. «Агрессия» — как следует из названия, игроки с этим навыком будут оказывать существенное давление на игрока из команды соперника, у которого находится мяч.
2. «Удержание мяча» — игроки с этим навыком благодаря своей превосходной ловкости и технике смогут обыгрывать соперника «на носовом платке».
3. «Пас в разрез» — у игроков с этим навыком повысится точность паса в разрез.
4. «Удар издали» — у игроков с этим навыком повысится точность ударов с дальних дистанций.

## Партнёрство с клубами

### «Барселона»
Было объявлено о продлении соглашения Konami и «Барселоны», что говорит о продолжающихся отношениях с «каталонским» клубом. Также было объявлено, что будет выпущено специальное издание «Барселона».

### «Манчестер Юнайтед»
«Манчестер Юнайтед» и Konami объявили о соглашении, согласно которому клуб, его стадионы и игроки будут воссозданы в игре. Состав был создан с использованием процесса трёхмерного сканирования всего тела, предоставляя игрокам ультрареалистичные аватары.

### «Бавария»
После анонса демо-версии, которая вышла 30 июля 2019 года, «Бавария» была объявлена официальным клубом-партнером. Благодаря этому соглашению в игре появился эксклюзив — домашняя арена «мюнхенцев» Альянц Арена.

### «Ювентус»
«Ювентус» подписал эксклюзивное партнерство с игрой, в рамках которого будут представлены реальные лица игроков, игровые комплекты клуба и стадион, а также впервые за 25 лет серия FIFA не будет обладать лицензией на клуб. В результате клуб стал известен в FIFA 20 как «Piemonte Calcio».

### «Арсенал»
28 июня 2019 года «Арсенал» объявил о продлении сотрудничества с Konami на 3 года, в рамках которого будет создана высокодетализированная реконструкция стадиона «Эмирейтс», а также доступ к легендам клуба и игрокам первой команды.

### «Монако»
В июле 2018 года «Монако» заключил партнерство с Konami для PES 2019. Они продлили это соглашение в 2020 году, которое включает в себя доступ к реальным игрокам и их стадиону. Во французской версии игры также представлены Радамель Фалькао и Филиппе Коутиньо.

### «Селтик»
«Селтик» впервые появился в качестве лицензированного клуба в PES 2019 и продлил свой контракт с Konami до PES 2021 Season Update. Это означает, что фанаты игры получат полный доступ к их игровой форме, эмблеме, игрокам и стадиону.

## eFootball PES 2021 Season Update
15 июля 2020 года было объявлено, что eFootball PES 2021 Season Update будет выпущено в рамках празднования 25-летия серии поскольку PES Productions сосредоточит усилия на разработку грядущего футбольного симулятора eFootball.
Лионель Месси («Барселона») — звезда обложки стандартного издания, наряду с Криштиану Роналду («Ювентус»), Альфонсо Дэвисом («Бавария») и Маркусом Рашфордом («Манчестер Юнайтед»), каждый из которых представляет клуб-партнёр игры.
Konami объявили об эксклюзивном многолетнем партнёрстве с итальянскими клубами «Рома», «Лацио», а также «Милан» и «Интер», которые не представлены после подписания эксклюзивных партнёрских соглашений с EA Sports и были представлены в игре как Milano RN и Lombardia NA.
PES 2021 был выпущен для PlayStation 4 и Xbox One 15 сентября 2020 года. Он также стал доступен на Xbox Series X/S после выхода консолей.

## Отзывы
| Сводный рейтинг | Сводный рейтинг |
| Агрегатор       | Оценка          |
| --------------- | --------------- |
| GameRankings    | 76,94 %         |